# 头排镇
头排镇，是中华人民共和国广西壮族自治区来宾市金秀瑶族自治县下辖的一个乡镇级行政单位。

## 行政区划
头排镇下辖以下地区：
头排社区、二排村、头排村、同扶村和夏塘村。